# Peter Barrois
Peter Barrois (* 19. Januar 1919 in Merchweiler; † 20. Oktober 1988 in Erlenbach bei Marktheidenfeld) war ein deutscher Künstler.

## Leben
Barrois wurde 1919 im saarländischen Merchweiler als Sohn eines Bergmannes geboren. Er absolvierte eine Ausbildung zum Schreiner, musste seine Berufstätigkeit aber 1939 mit der Einberufung zum Arbeitsdienst und einer militärischen Ausbildung unterbrechen. 1941/42 konnte er in der Zeichenklasse von Anton Marxmüller an der Akademie der Bildenden Künste München einen Studienurlaub verbringen, ehe er zum Kriegsdienst nach Russland beordert wurde. Aufgrund einer schweren Erkrankung kehrte er zurück. 1944 geriet Barrois in amerikanische Kriegsgefangenschaft und war bis 1946 in einem Lager bei Cherbourg interniert.
Nach seiner Rückkehr studierte er von 1946 bis 1950 Malerei in der Meisterklasse bei Boris Kleint an der Staatlichen Schule für Kunst und Handwerk Saarbrücken. 1952/1953 konnte er mit einem Stipendium an Académie de la Grande Chaumière in Paris studieren. 1952 hatte er eine  erste Ausstellung im Rahmen der „Gruppe Keint“ im Saarland-Museum.
1960 heirate Barrois Gertrud Treitz, die Schwester des Bildhauers Hans Treitz und zog nach Saarbrücken. Hier war er als freischaffender Maler und Grafiker tätig. 1978 übersiedelte die Familie nach Erlenbach bei Marktheidfeld, wo Barrois 1988 starb.

## Öffentliche Sammlungen
Barrois ist mit rund 20 Exponaten aus den Jahren 1957 bis 1973 in der Kunstsammlung des Saarlandes vertreten. Sein Nachlass, der neben Korrespondenzen und persönlichen Unterlagen auch Skizzenhefte und Werkaufnahmen enthält, ist im Landesarchiv Saarbrücken überliefert.

## Werke im öffentlichen Raum
- Wandbild, 1968, Universitätsklinikum Homburg, Gebäude 29[1]

## Auszeichnungen
- 1979: Anlässlich des 70. Geburtstages Verleihung der Urkunde „Verdienter Bürger der Bundesrepublik Deutschland“ durch den Bundespräsidenten

## Ausstellungen (Auswahl)
- 1952: Gruppe Keint, Saarlandmuseum
- 1963: Saarländischer Künstlerbund, Saarbrücken
- 1969: Malerei, Skulptur und Graphik aus dem Saarland, Museum Pfalzgalerie Kaiserslautern
- 1982: 60 Jahre Saarländischer Künstlerbund, Saarlandmuseum, Saarbrücken
- 1989: Saarländische Künstler um Mia Münster, Museum St. Wendel
- 1998: Hommage an Peter Barrois, Wemmetsweiler
- 2012: Saarland – Kunst der 50er Jahre. Saarland-Museum, Saarbrücken
- 2015: Peter Barrois. Versuchsgelände, KuBa Eurobahnhof, Saarbrücken